# Polokrychle

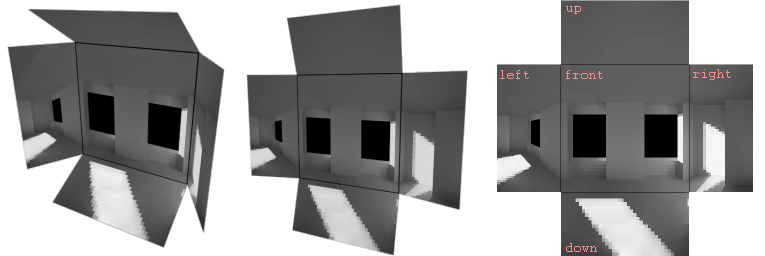
Rozklad polokrychle

Polokrychle (anglicky hemicube) resp. renderování do polokrychle je metoda používaná v 3D počítačové grafice. Jedná se o jednoduchý způsob, jak reprezentovat 180° pohled z některého bodu ve scéně.

## Tvar
Jak plyne z názvu, jedná se o polovinu krychle. Sestává z přední stěny a čtyř navazujících polovičních bočních stěn (viz obrázek).

## Použití
Renderování do polokrychle se používá ve výpočtu radiozity a dalších metod globální iluminace scény. Dále může být použita při environment mappingu nebo reflection mappingu.